# 花園のヒ・ミ・ツ
『花園のヒ・ミ・ツ』（はなぞののヒ・ミ・ツ）は、有沢遼による日本の漫画作品。
『なかよし』（講談社）にて1991年10月号から1992年1月号まで連載された。全4話。単行本は講談社コミックスなかよしより全1巻。作者初の『なかよし』本誌での連載である。

## 同時収録作品
収録順。
カウントダウン
『なかよし』1991年1月号掲載。
卒業記念
『なかよし』1990年3月号掲載。

## 書誌情報
- 有沢遼 『花園のヒ・ミ・ツ』 講談社〈講談社コミックスなかよし〉、1992年7月6日第1刷発行[1]、ISBN 4-06-178723-3
  - 読切「カウントダウン」「卒業記念」併録。